# Edward Docx

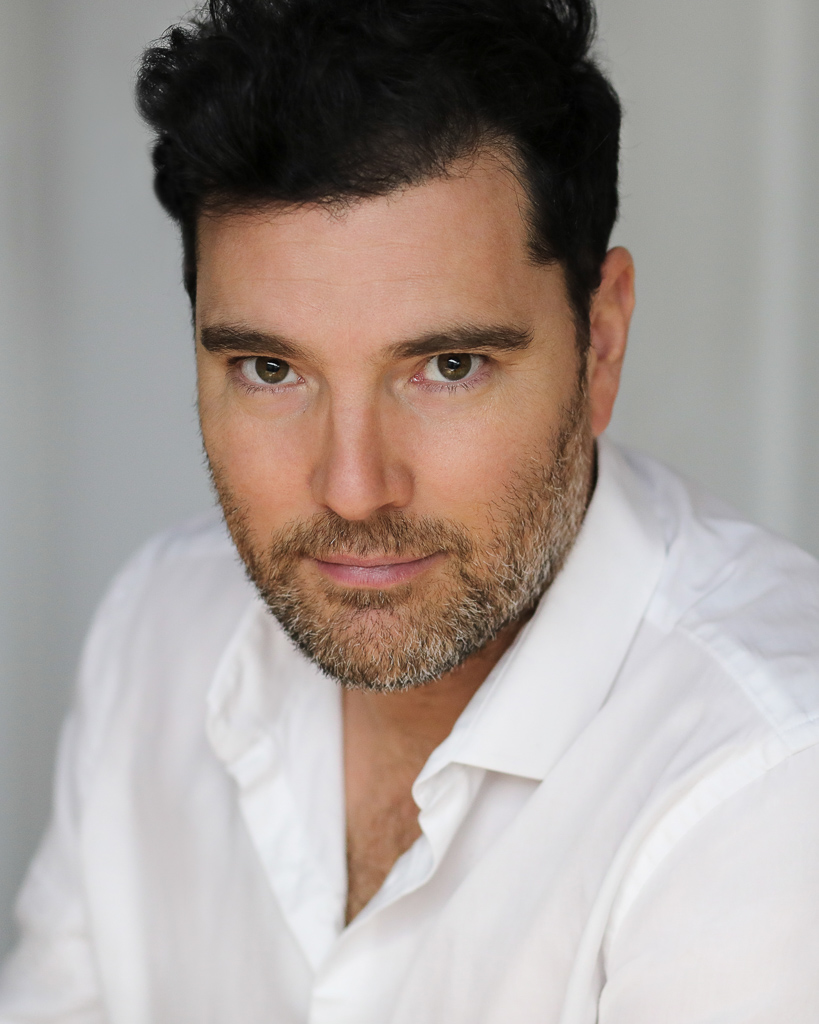
Ed Docx (2017)

Edward Docx (geboren 1972 in Newcastle) ist ein britischer Journalist und Schriftsteller.

## Leben
Edward Docx ist das älteste von sieben Kindern in einer Familie mit Familiengeheimnissen. Er besuchte das St Bede’s College in Manchester und studierte Literatur am Christ’s College in Cambridge. Docx arbeitet seither als Journalist und schreibt unter anderem Buchrezensionen.
Nach seinem sehr gelobten Debütroman The Calligrapher im Jahr 2003 gelangte der zweite Roman Self Help auf die Longlist des Man Booker Prize des Jahres 2007 und erhielt zudem den Geoffrey Faber Memorial Prize.
Docx schrieb für das Theater eine Adaption von Gogols Die Nase. Er ist Mitherausgeber der Zeitschrift Prospect.
Docx lebt mit Frau und Kindern in Südlondon.

## Werke (Auswahl)
- The calligrapher.  London : Fourth Estate, 2003
  - Der Kalligraph : Roman. Übersetzung Gabriele Gockel und Robert A. Weiß. Bergisch Gladbach : BLT, 2007, ISBN 978-3-404-92251-2
- Self Help. London : Picador, 2007 (Titel auf dem US-Markt Pravda)
- The Devil’s Garden. London : Picador, 2011
- Let Go My Hand. London : Picador, 2017